# Emma Hart
Emma Hart (Londres, 1974) es una artista británica que trabaja en varias disciplinas, como el videoarte, la instalación artística, la escultura y el cine. Vive y trabaja en Londres, donde es profesora de la Slade School of Art. En 2016 fue la ganadora del Max Mara Art Prize for Women.

## Biografía
Hart estudió Bellas Artes en la Slade School of Fine Art, graduándose con una maestría en 2004. Completó un doctorado en Bellas Artes en 2013 en la Universidad de Kingston.
El arte de Hart se ha expuesto tanto en galerías tradicionales como en espacios no convencionales, como "un piso semiderruido sobre una tienda de marcos abandonada" en Folkestone, como parte de la Trienal de Folkestone de 2014. Su obra aborda cuestiones de clase social, comportamiento familiar y conexiones entre parientes. La formación inicial de Hart fue la fotografía, pero poco a poco se ha ido centrando más en las esculturas con cerámica. También ha evocado su propia vida en su arte: Dirty Looks, una exposición de 2013 en el Camden Arts Centre de Londres, incorporaba referencias a un trabajo que tuvo en una central telefónica.
Al ganar el Max Mara Art Prize for Women en 2016, Hart se embarcó en una residencia de seis meses en Italia. El libro que acompaña a su exposición Banger en la Fruitmarket Gallery de Edimburgo incluye un relato corto de la escritora de ficción experimental Ali Smith.

## Exposiciones destacadas

### En solitario
- TO DO, Matt's Gallery, Londres, 28 de septiembre-20 de noviembre de 2011[8]
- Dirty Looks, Camden Arts Centre, Londres 26 de julio - 29 de septiembre de 2013[9]
- Mamma Mia!, Whitechapel Gallery, Londres 12 de julio - 3 de septiembre de 2017[10]
- BANGER, The Fruitmarket Gallery, Edimburgo, del 27 de octubre de 2018 al 3 de febrero de 2019[7]

### Colectivas
- The World Turner Upside Down, Galería Mead, Coventry, 2013
- Bloody English, Galería OHWOW, Los Ángeles, 2013[11]
- Trienal de Folkestone, 2014[12]